# Jardí botànic de Mont-real

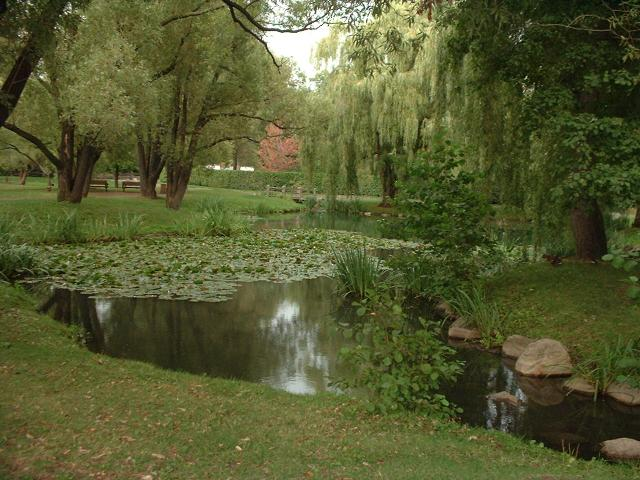
Interior del jardí botànic de Mont-real.

El jardí botànic de Mont-real (Jardin botanique de Montréal), fundat el 9 de juny de 1931 pel frare Marie-Victorin, i concebut per l'arquitecte paisatgista Henry Teuscher, és avui un dels més importants del món, el segon al món pel que fa a dimensions i col·lecció de plantes després dels Jardins botànics reials de Kew (Royal Botanic Gardens of Kew), a Londres. S'estén sobre 73ha, al nord del  parc olímpic. S'hi troben més de 22000 espècies i  cultivars de plantes.
Obert tot l'any, el jardí es compon de deu  hivernacles d'exposició així com de nombrosos jardins temàtics. S'hi pot sobretot visitar el Jardí de la Xina, el jardí japonès, el Jardí de les Primeres-Nacions, el Roserar, el Jardí del sotabosc, l'arborètum i diversos altres jardins per temes. D'altra banda, l'Insectari i la Maison de l'arbre estan situats sobre el terreny del jardí botànic.
Entre els vegetals estrella al jardí botànic, destaquen les araceae, les begònies, els  bonsais i penjings, les  bromeliàcies, les  cactàcies, les  falgueres, les  gesneriàcies, els  lilàs, els lotus i les  orquídies entre d'altres.

## Activitats segons les estacions
Papallona en llibertat

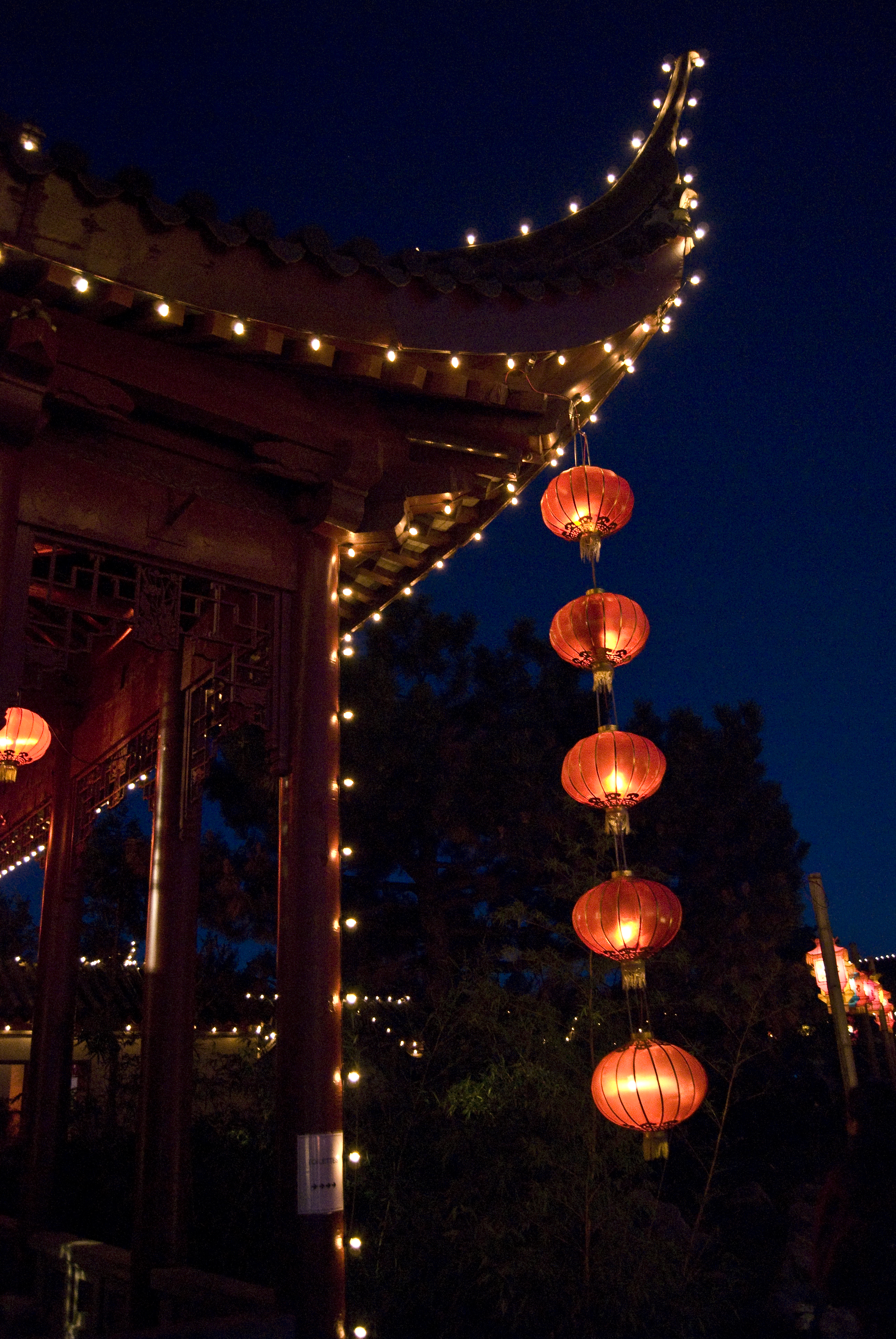
La màgia de les llanternes, al jardí xinès

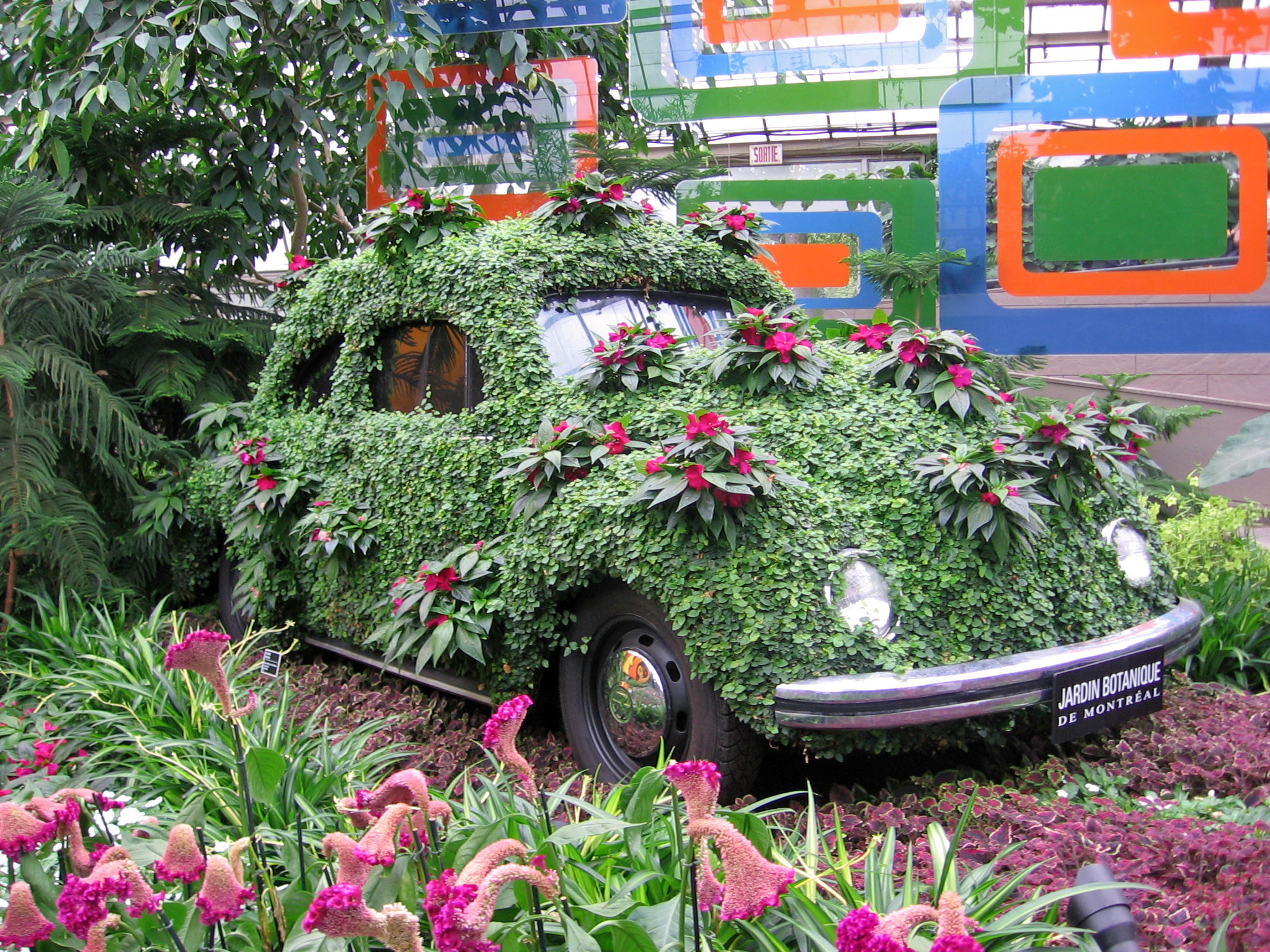
Volkswagen escarbat cobert de flors, 2005

De finals de febrer fins a l'abril, al gran hivernacle nombroses  papallones volen en llibertat acompanyats d'un fons de música clàssica. Tots els cicles de vida de la papallona són observables i comentats per guies (l'ou - la larva (o eruga) - la nimfa (o crisàlide) - l'imago (papallona adulta) tot això en un medi tropical reconstruït per satisfer totes les necessitats de les papallones.
El temps dels sucres
A començament de març, a la maison de l'arbre, degustació dels productes de l'auró.
L'Odissea de les monarques
A finals d'agost, començament setembre, al jardí davant de l'insectari, etiquetatge i aviament de papallones monarques. En el marc d'aquesta activitat, els joves alumnes poden ser iniciats al coneixement dels cicles de vida de les papallones participant en aquesta aventura, amb l'obtenció d'un estoig de cria per la seva escola.
La Màgia de les llanternes
De setembre a octubre, al Jardí de la Xina, l'esdeveniment La magie des lanternes inicia els visitants en una nova faceta de la cultura tradicional xinesa tot il·luminant el Jardí de la Xina amb llanternes a la fina armadura completament recoberta de seda. Les llanternes de seda, tot i que dissenyades a Montreal, són concebudes de manera artesanal, segons l'art tradicional xinès. La visita s'acompanya de la sonoritat melodiosa de l'erhu, violí tradicional xinès.
El Gran Ball de les carbasses
Durant el mes d'octubre, centenars de carbasses decorades són exposades al gran hivernacle. Decoracions exteriors molt festives ens conviden a les alegries de la tardor, com les collites i la festa de el Halloween.